# Villa Guerrero, Jalisco
Villa Guerrero är en kommunhuvudort i Mexiko.   Den ligger i kommunen Villa Guerrero och delstaten Jalisco, i den centrala delen av landet, 500 km nordväst om huvudstaden Mexico City. Villa Guerrero ligger 1 774 meter över havet och antalet invånare är 3 892.
Terrängen runt Villa Guerrero är kuperad söderut, men norrut är den platt. Runt Villa Guerrero är det mycket glesbefolkat, med 7 invånare per kvadratkilometer. Villa Guerrero är det största samhället i trakten. I omgivningarna runt Villa Guerrero växer huvudsakligen savannskog.